# Don't Tell Me (chanson de Madonna)
 (octobre 2021).
Pour la chanson d'Avril Lavigne, voir Don't Tell Me (chanson d'Avril Lavigne).
Pour les articles homonymes, voir Don't Tell Me.
Singles de Madonna
Music
(2000) What It Feels Like for a Girl
(2001)
Pistes de Music
Nobody's Perfect
(6) What It Feels Like for a Girl
(8)
Don't Tell Me est le deuxième extrait de l'album Music de Madonna.

## Information sur le titre
La chanson est à la base un titre de Joe Henry, le beau frère de Madonna. Cette piste devait au tout début de sa création être une chanson de style Électro, mais à la suite d'une erreur[Quoi ?] elle dut recommencer la chanson à zéro. Puis Madonna décida de la faire en pop, dance et country.

## Vidéoclip
La vidéo dirigée par le photographe français Jean-Baptiste Mondino est beaucoup moins controversée que les autres qu'ils ont fait précédemment comme Justify My Love et Human Nature. Tournée en octobre 2000. à Hollywood, la vidéo met en scène Madonna errant sur une route désertique. Elle danse avec un chapeau, des bottes et des vêtements de cowboys.

## Succès
Le single entre en 78e position du Billboard Hot 100 en novembre 2000 avant sa sortie en single. Les nombreux passages radiophoniques lui permettent de grimper lentement sur le palmarès. Après sa sortie en single, le single continue de grimper et atteint finalement la 4e position, devenant son 34e single à atteindre le top 10 sur ce palmarès. Au Canada, la chanson devient son 20e single à atteindre la 1ère place au Canada en janvier 2001.